# Perisama exuberans
Perisama exuberans är en fjärilsart som beskrevs av Hans Fruhstorfer. Perisama exuberans ingår i släktet Perisama och familjen praktfjärilar. Inga underarter finns listade i Catalogue of Life.